# Schloss Elberberg

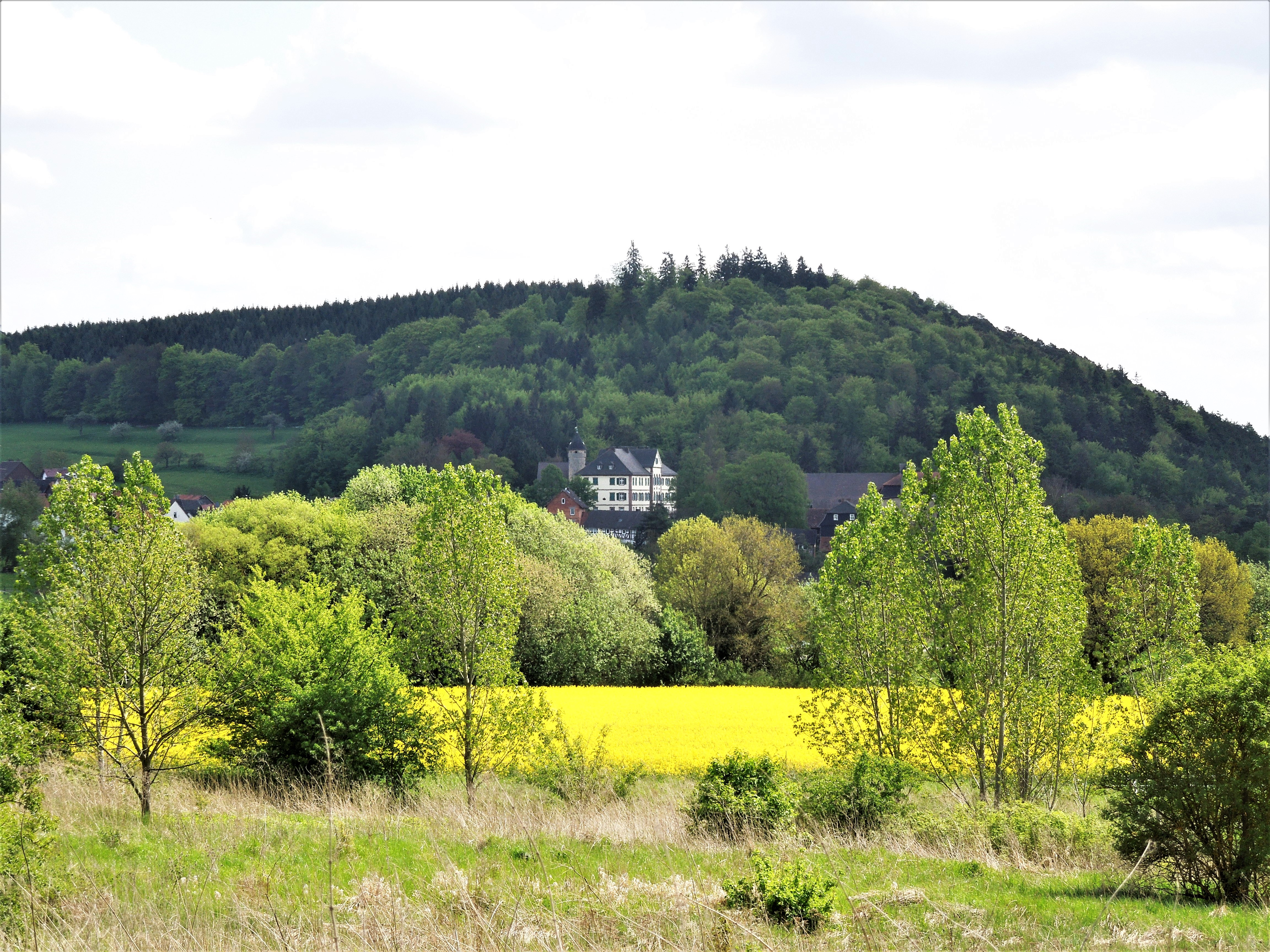
Blick von Nordosten auf Schloss Elberberg

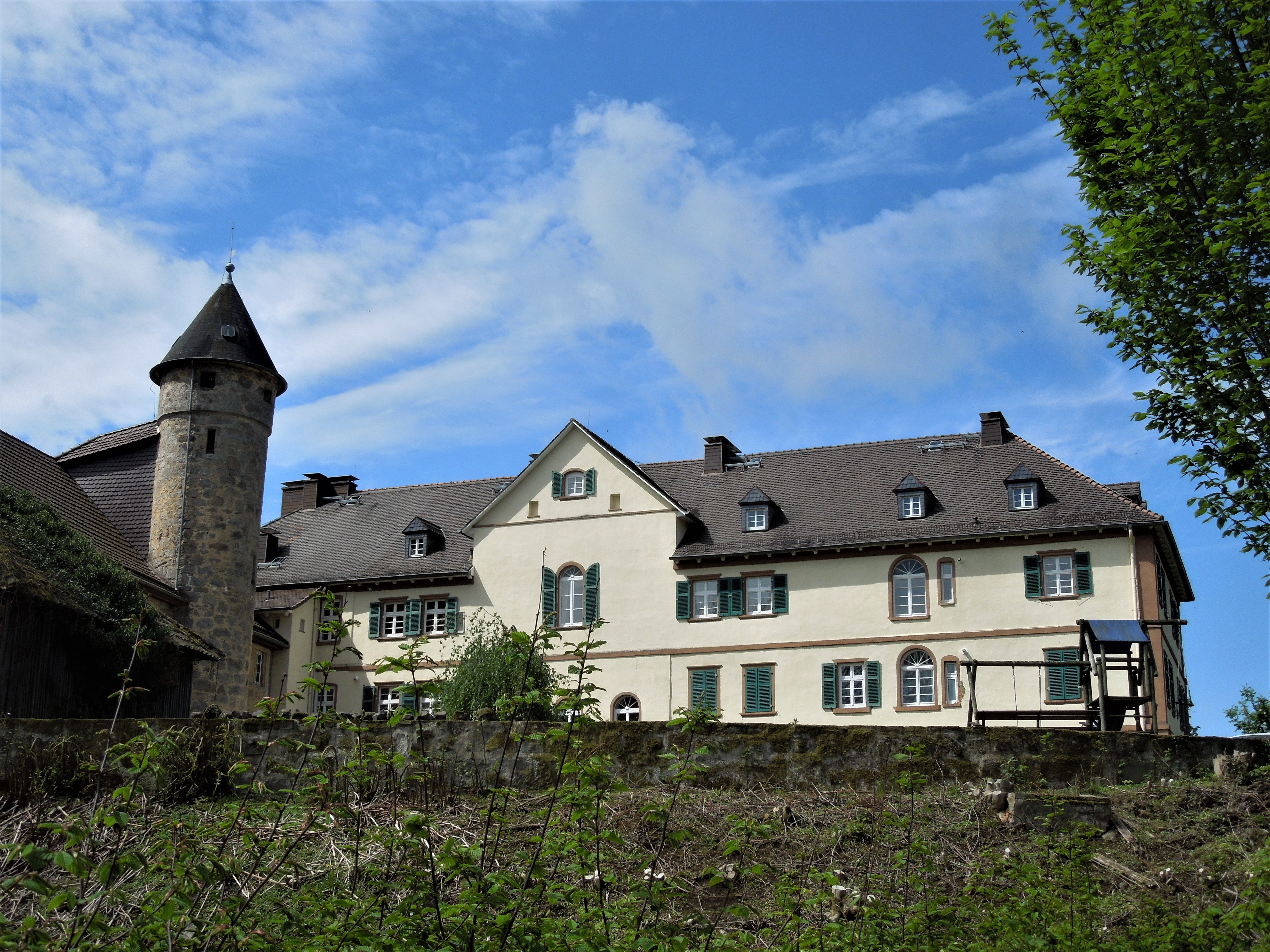
Schloss Elberberg, 2017

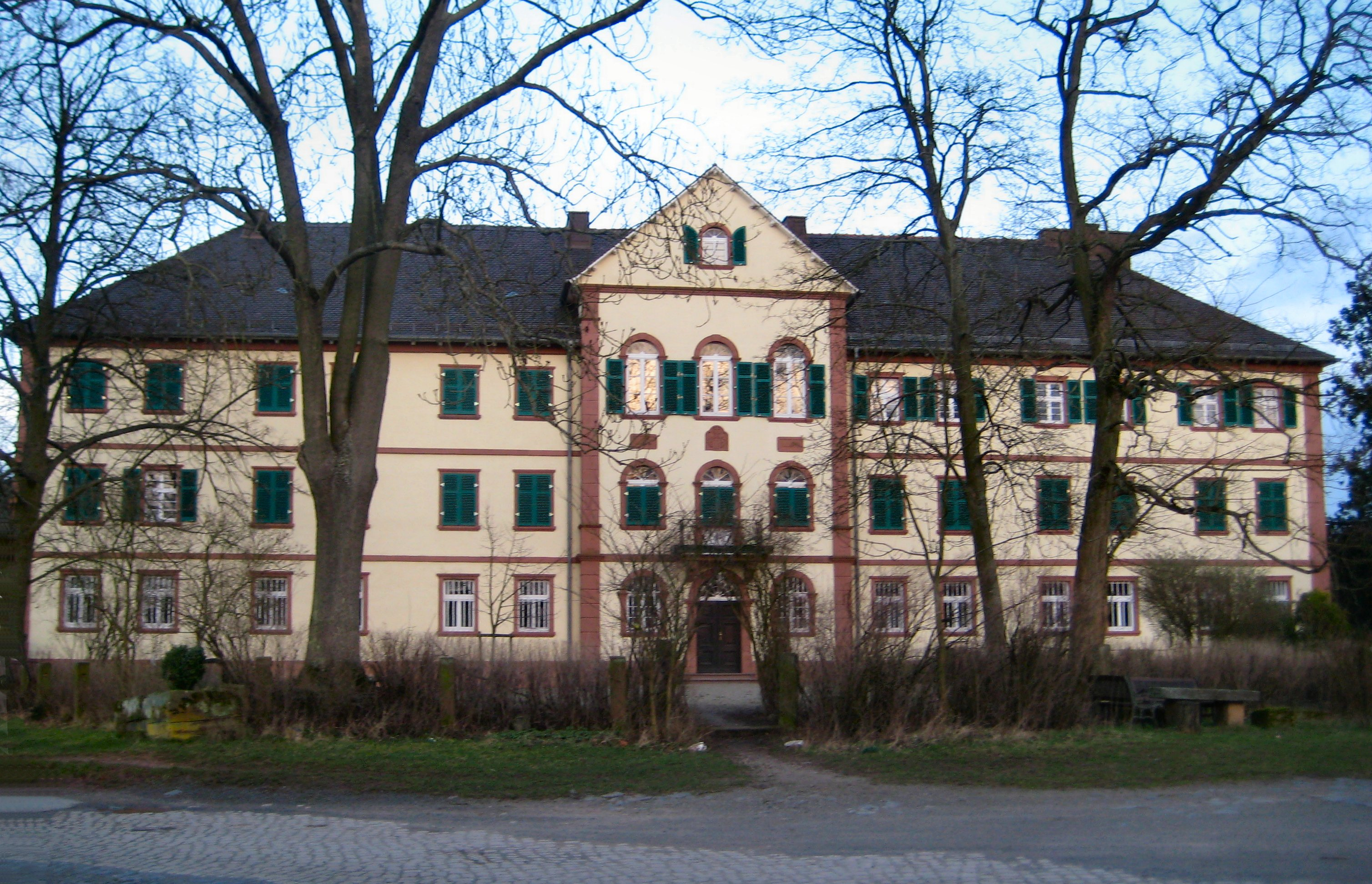
Schloss Elberberg

Das Schloss Elberberg ist ein klassizistisches Schloss mit Gutshof und Englischem Garten im Naumburger Stadtteil Elbenberg in Nordhessen, am Nordhang des Hardtkopfs.

## Geschichte
Eine gotische Vorgängerburg wurde 1235 erstmals urkundlich erwähnt. Sie wurde 1266 an das Stift St. Alban vor Mainz verkauft. 1386 erhielten die Herren von Elben die Burg und die Dörfer Elben und Elberberg zu Lehen.
Aus dem 15. Jahrhundert stammt der heute noch erhaltene Steinanbau mit einem im Jahre 1583 errichteten runden, außenliegenden Treppenhaus. Zum Bau wurden Baumaterialien eines älteren Torgebäudes verwendet; Inschriftsteine mit gotischen Minuskeln von 1413 wurden im sogenannten Alten Schloss gefunden. 1535 starb die Familie derer von Elben im Mannesstamm aus, und das Anwesens fiel an ihre Ganerben. Zunächst kam es an Jakob von Taubenheim und danach in Ganerbschaft an die Herren von Boyneburg-Hohenstein und die Herren von Buttlar. 1559 verkauften die Boyneburger ihren Anteil der Burg an die Familie von Buttlar, in deren Besitz sie seitdem ist.
Die ältesten Gebäude des Gutshofs wurden im 18. Jahrhundert erbaut. 1739 wurde die Renterei, 1752 das Verwalterhaus und 1768 der Kuhstall angebaut. 1752 wurde ein Fachwerkhaus im Wirtschaftshof errichtet. Der kurhessische Kammerherr und bekannte Forstwirt Rudolph von Buttlar (1802–1875), der die Verwaltung des Anwesens 1824 übernahm, ließ das heutige klassizistische Schloss bauen. Zunächst wurde 1834 der Südbau, das sogenannte Glashaus, errichtet. Anschließend wurde der Nordbau ausgebaut, und um 1860/61 wurde der Verbindungstrakt mit dem Rittersaal fertiggestellt.

## Englischer Garten
Am Südhang des Schlossberges befinden sich die Reste eines Englischen Gartens, der dort an Stelle eines ursprünglich barocken Gartens mit italienischer Terrasse angelegt wurde. Im Garten befinden sich neben einem alten Baumbestand ein Pavillon, zwei Zierteiche und ein Wasserbassin. Botanische Besonderheiten sind eine Sequoia (Mammutbaum) und ein Ginkgo aus der Zeit der Erstbepflanzung.
Ein Teil des Wanderwegs „E4“ verläuft am Westrand des Gartens und des westlichen Schlossteichs.